# San Antonio de Chucuyuc
San Antonio de Chucuyuc es un caserío peruano ubicado en el distrito de Huarmaca, perteneciente a la provincia de Huancabamba del departamento de Piura, al norte del Perú. 

## Ubicación
San Antonio de Chucuyuc se ubica al suroeste de la provincia de Huancabamba, en el distrito de Huarmaca, en el departamento de Piura.

## Demografía
En 2017 San Antonio de Chucuyuc tenía una población de 105 habitantes.
| Gráfica de evolución demográfica de San Antonio de Chucuyuc entre 1993 y 2017 |
|                                                                               |
| Fuentes: Población 1993 y 2017                                                |